# Flachkogel Niederer
Il monte Flachkogel Niederer si trova a 2.195 m sopra il livello del mare. È un'alta montagna nei monti del Dachstein, al confine tra gli stati austriaci dell'Alta Austria e del Salisburghese collocato nel massiccio del Gosaukamm. Il Gosaukamm è una catena montuosa relativamente corta in lunghezza, la catena forma uno sfondo imponente alla valle e alla città di Gosau. Il suo punto più alto raggiunge i 2458 m.

## Scalate
Primo scalatore fu Ludwig Purtscheller il 28 ottobre 1888 lungo la cresta nord-est della parete est seguendo la cresta di collegamento con l'Hoher Flachkogel.